# 塔卡罗阿
塔卡罗阿（Takaroa）是法国海外集体法屬玻里尼西亞土阿莫土-甘比尔群岛行政区的一个市镇，领土涵盖同名环礁及塔卡波托環礁和蒂凱島。

## 地理
塔卡罗阿（14°27'2"S, 144°57'45"W）面积20 平方千米，位于法国海外集体法屬玻里尼西亞土亞莫土群島。
由于塔卡罗阿领土为海洋中的环礁和岛屿，故不与任何市镇接壤。

## 行政
塔卡罗阿的邮政编码为98781、98782、98790，INSEE市镇编码为98749。

## 政治
塔卡罗阿的现任市长为帕纳霍·泰马哈加（Panaho Temahaga）先生，任期为2020-2026年。

## 人口
塔卡罗阿于2022年时的人口数量为1050人。